# Tardes
Tardes település Franciaországban, Creuse megyében. Lakosainak száma 119 fő (2022. január 1.). Tardes Chambon-sur-Voueize, Le Chauchet, Lussat, Sannat, Saint-Loup és Saint-Priest községekkel határos.

## Népesség
A település népessége az elmúlt években az alábbi módon változott:
| Lakosok száma | 255  | 149  | 154  | 137  | 144  | 138  | 138  | 126  | 120  | 119  |
|               | 1968 | 1982 | 1990 | 2006 | 2013 | 2015 | 2017 | 2019 | 2020 | 2022 |